# Carlo Romeo (Historiker, 1962)
Carlo Romeo (* 7. Februar 1962 in Bozen) ist ein italienischer Historiker, Übersetzer und Literaturkritiker aus Bozen in Südtirol.
Der wissenschaftliche Arbeitsschwerpunkt von Romeo, der beruflich als Gymnasiallehrer tätig ist, liegt im Bereich neuere Geschichte Südtirols. Er ist Redakteur der Kulturzeitschrift Il Cristallo, Korrespondent der geschichtswissenschaftlichen Fachzeitschrift Geschichte und Region/Storia e regione und war an der Gestaltung mehrerer Ausstellungen beteiligt.
Im Rahmen der Erstellung gemeinsamer Schulbücher für den Geschichtsunterricht aller drei Südtiroler Sprachgruppen wurde Romeo zusammen mit Erika Kustatscher mit der Erarbeitung des ersten Bands der Reihe Übergänge und Perspektiven, der 2010 erschien und die Zeit bis zum Spätmittelalter behandelt, beauftragt. Ebenfalls beteiligt war er beim Verfassen des zweiten Bands, der die Südtiroler Geschichte bis zum Ende des Ersten Weltkriegs umfasst.

## Publikationen (Auswahl)
- Sulle tracce di Karl Gufler il bandito. Edition Raetia, Bozen 1993, ISBN 88-7283-043-5.
  - auf Deutsch: Flucht ohne Ausweg: auf den Spuren des Banditen Karl Gufler. Edition Raetia, Bozen 2005, ISBN 88-7283-245-4.
- Un limbo di frontiera: la produzione letteraria in lingua italiana in Alto Adige. Abteilung Italienische Kultur der Autonomen Provinz Bozen – Südtirol, Bruneck 1998.
- mit Piero Agostini: Trentino e Alto Adige: province del Reich. TEMI, Trient 2002.
- als Hrsg.: Gli anni delle poesie: indici delle riviste Adige panorama e Regioni panorama, 1970–1990. Abteilung Italienische Kultur der Autonomen Provinz Bozen – Südtirol, Bozen 2003, ISBN 88-88079-18-1.
- Alto Adige/Südtirol. XX Secolo. Cent’anni e più in parole e immagini. Edition Raetia, Bozen 2003, ISBN 88-7283-197-0.
- Storia territorio società. Per le scuole superiori. Folio, Bozen 2005, ISBN 88-86857-62-4.
- Andreas 4ever? Il Tirolo nel 1809, Andreas Hofer e il suo mito. Abteilung Italienische Kultur der Autonomen Provinz Bozen – Südtirol, Bozen 2009, ISBN 978-88-88079-31-9.
- mit Hannes Obermair, Stephanie Risse: Regionale Zivilgesellschaft in Bewegung – Cittadini innanzi tutto. Festschrift für-scritti in onore di Hans Heiss. Folio Verlag, Wien-Bozen 2012, ISBN 978-3-85256-618-4.
- Tirol, Südtirol, Trentino: ein historischer Überblick – Tirolo, Alto Adige, Trentino: uno sguardo storico. Europaregion Tirol-Südtirol-Trentino, Bozen 2012, ISBN 978-88-907860-0-6.